# プレストン・スタージェス
プレストン・スタージェス（英: Preston Sturges, 出生名：Edmund Preston Biden, 1898年8月29日 - 1959年8月6日）は、アメリカ合衆国の映画監督、脚本家。
脚本家から映画監督に転じて成功した初の人物とされる。監督作は13本で、そのほとんどがスクリューボール・コメディである。

## 経歴・人物

### 生い立ち
イリノイ州シカゴに生まれる。母方の祖父母はアイルランドからの移民。母の再婚相手が裕福な株式仲買人のソロモン・スタージェスだったため、幼年期はアメリカとヨーロッパを行き来して過ごす。母親が経営する化粧品会社のニューヨーク支店で働くが、会社を辞めて発明家に転向。
やがて演劇に興味を覚え、劇作家としてキャリアをスタートする。

### ハリウッド進出
1929年に発表した戯曲『紳士酒場』が大好評を博し、才能に目をつけたハリウッドから脚本家としてオファーされる。そもそもハリウッドに進出したのは1931年に『紳士酒場』がジョン・M・スタールによって映画化された際、その出来に満足できなかったスタージェスが制作元のユニバーサル映画に抗議したのがきっかけだった。
1930年代は才気あふれる脚本家として地位を築く。1933年に脚本を担当した『力と栄光』（別名『権力と栄光』）では主人公の人生を知人の回想形式で語るというナラタージュの手法を確立し、後の映画脚本に大きな影響を与える。特に『市民ケーン』はこの映画の影響を大きく受けているとされる。その後もミッチェル・ライゼンやウィリアム・ワイラーといった当時の第一線の映画監督たちと組んだ脚本を手がける。

### パラマウント時代
1940年にはパラマウント映画の上層部を「脚本料は1ドルで構わないから」と根気強く説得し、自ら脚本を書いた政治コメディ『偉大なるマッギンティ』で映画監督デビュー。脚本家出身の映画監督第1号となる。前例のない脚本家出身の監督ということで不安の声もあったが、本作は大ヒットを記録し、またアカデミー脚本賞オリジナル部門を受賞するなど快挙を成し遂げる。
勢いに乗ったスタージェスは、立て続けに『七月のクリスマス』『レディ・イヴ』を送り出し、ハリウッドに旋風を起こす。スタージェスの作品はそれまでの映画には当たり前だった感傷的な場面、社会的メッセージを全て排し、スラップスティック・コメディとソフィスティケーティッド・コメディの要素をそれぞれ合わせた唐突なストーリー展開を持つものだった。
監督のみならず製作も手掛け、『サリヴァンの旅』『結婚五年目（再公開時題名：パームビーチ・ストーリー）』とまたもヒットを飛ばす。1942年、フランスから亡命してきたルネ・クレール監督のハリウッド映画『奥様は魔女』ではプロデューサーを務める。
この当時、パラマウントではスタージェスとセシル・B・デミルが2大看板監督だったが、製作費が膨大な上に撮影スケジュールを守らなかったデミルが上層部から好意的に見られなかった一方、スタージェスは経済的に仕事を進めていたために信頼も厚かった。また、サービス精神旺盛な性格から撮影現場も打ち解けた雰囲気があり、多くの俳優はデミルよりスタージェスの仕事を選んだという。
1944年の『凱旋の英雄万歳』と『モーガンズ・クリークの奇跡』は共にアカデミー脚本賞にノミネートされるが、この頃から製作費が高騰し始め、批評と興行面での失敗も続いたことから製作条件は次第に悪化。『偉大なる瞬間』を最後にパラマウントを去る。

### カリフォルニア・ピクチャーズ設立
1944年、ハワード・ヒューズと共に映画会社カリフォルニア・ピクチャーズを創立。引退していたハロルド・ロイドの復帰作として『ハロルド・ディドルボックの罪』を制作するが、作品の出来を気に入らなかったヒューズと対立し、映画はお蔵入りとなった。結局、再編集版が『Mad Wednesday』と改題されて1950年に公開されるまで日の目を見ることはなかった。
続いて脚本を手掛けた『血の復讐』の監督も途中降板してしまい、映画はスチュアート・ヘイスラー監督の手に移ってしまう。

### フォックス時代
1947年には、当時としては最高額の給料で20世紀フォックスに移籍。『殺人幻想曲』を手掛けるも、続く『バシュフル盆地のブロンド美人』が興行的に失敗したことでフォックスを解雇される。
パラマウント時代から撮影所の食堂ではスタッフ全員の分を自腹を切って払ったり、撮影中に良い台詞とアイデアを提案したキャストやスタッフにはその度にポケットマネーで50セントを払うなど、浪費家としても有名だった。これらの浪費癖がもとで、結局ハリウッドでの仕事場を失ってしまう。

### フランス移住〜晩年
破産も経験し失意のままヨーロッパに渡るが、幼い頃からフランス語が堪能だったことから、フランスを拠点にして1950年代は幾つかの脚本を執筆する。この当時のスタージェスを目撃したビリー・ワイルダーの話によると、カフェの前で通行人にブランデーをねだるほど困窮していたという。
1956年にフランスで最後の監督作『トンプソン少佐の手帳』を手掛けるも、1959年、ニューヨーク市にて心筋梗塞で亡くなる。
ハリウッドの黄金時代を華やかに生きた映画人であるにもかかわらず、長い間忘れられた存在だった。事実、日本では『結婚五年目』と『殺人幻想曲』が戦後すぐに公開されただけであり、1990年代に大規模なスタージェス作品の回顧展が組まれるまでは極端に知名度は低かった。
スタージェスが脚本家兼監督という先例を作ったため、その後、ジョン・ヒューストン、ビリー・ワイルダー、ジョセフ・L・マンキーウィッツといった脚本家出身の映画監督が世に出ることとなった。ワイルダーは後に「彼が死んだとき、我々は敬愛するひとりの人間を失っただけでなく、映画の一部門をそっくり失ったんです。ああいう独創的な精神の持ち主はざらにはいません。彼が逝って、ひとつの種族ぜんぶが絶えたんです」と、その才能を讃えながら語っている。

## 作品

### 脚本作品
- チゥインガム行進曲 The Big Pond （1930年、監督：ホバート・ヘンリー） - 共同脚本
- 紳士酒場 Strictly Doshonorable （1931年、監督：ジョン・M・スタール） - 原作・脚本
- 力と栄光 The Power and the Glory （1933年、監督：ウィリアム・K・ハワード） - 脚本
- 三日姫君 Thirty-Day Princess （1934年、監督：マリオン・ゲーリング） - 共同脚色
- 復活（英語版） We Live Again （1934年、監督：ルーベン・マムーリアン） - 共同脚本
- お人好しの仙女 The Good Fairy （1935年、監督：ウィリアム・ワイラー） - 脚本
- 箱入り亭主 Hotel Haywire （1937年、監督：ジョージ・アーチェインバウド） - 脚本
- 街は春風（別題：女は得です） Easy Living （1937年、監督：ミッチェル・ライゼン） - 脚本
- 放浪の王者 If I Were king （1938年、監督：フランク・ロイド） - 共同脚本
- 私はあなたのもの I'll Be Yours （1947年、監督：ウィリアム・A・サイター） - 脚色
- 陽気のせいデス The Birds and the Bees （1956年、監督：ノーマン・タウログ） - 原作 ※『モーガンズ・クリークの奇跡』のリメイク
- 殺したいほど愛されて Unfaithfully Yours （1984年、監督：ハワード・ジーフ） - 原作 ※『殺人幻想曲』のリメイク

### 監督作品
全作で脚本も担当している。
- 偉大なるマッギンティ The Great McGinty （1940年）
- 七月のクリスマス Christmas in July （1940年)
- レディ・イヴ The Lady Eve （1941年）
- サリヴァンの旅 Sullivan's Travels （1941年） - 兼製作
- パームビーチ・ストーリー（別題：結婚五年目） The Palm Beach Story （1942年）
- モーガンズ・クリークの奇跡 The Miracle of Morgan's Creek （1944年） - 兼製作
- 凱旋の英雄（別題：凱旋の英雄万歳） Hail the Conquering Hero （1944年） - 兼製作
- 崇高なとき（別題：偉大なる瞬間） The Great Moment （1944年）
- ハロルド・ディドルボックの罪 The Sin of Harold Diddlebock （1947年）
- 殺人幻想曲 Unfaithfully Yours （1948年） - 兼製作
- バシュフル盆地のブロンド美人 The Beautiful Blonde from Bashful Bend  （1949年） - 兼製作
- 血の復讐 Vendetta （1950年） ※途中でスチュアート・ヘイスラー監督、さらにその後メル・ファーラー監督に交代。
- トンプソン少佐の手帳 Les Carnets du Major Thompson （1955年）